# Centris mocsaryi
Centris mocsaryi är en biart som beskrevs av Heinrich Friese 1899. Centris mocsaryi ingår i släktet Centris och familjen långtungebin. Inga underarter finns listade.